# 第七艦隊 (美國海軍)

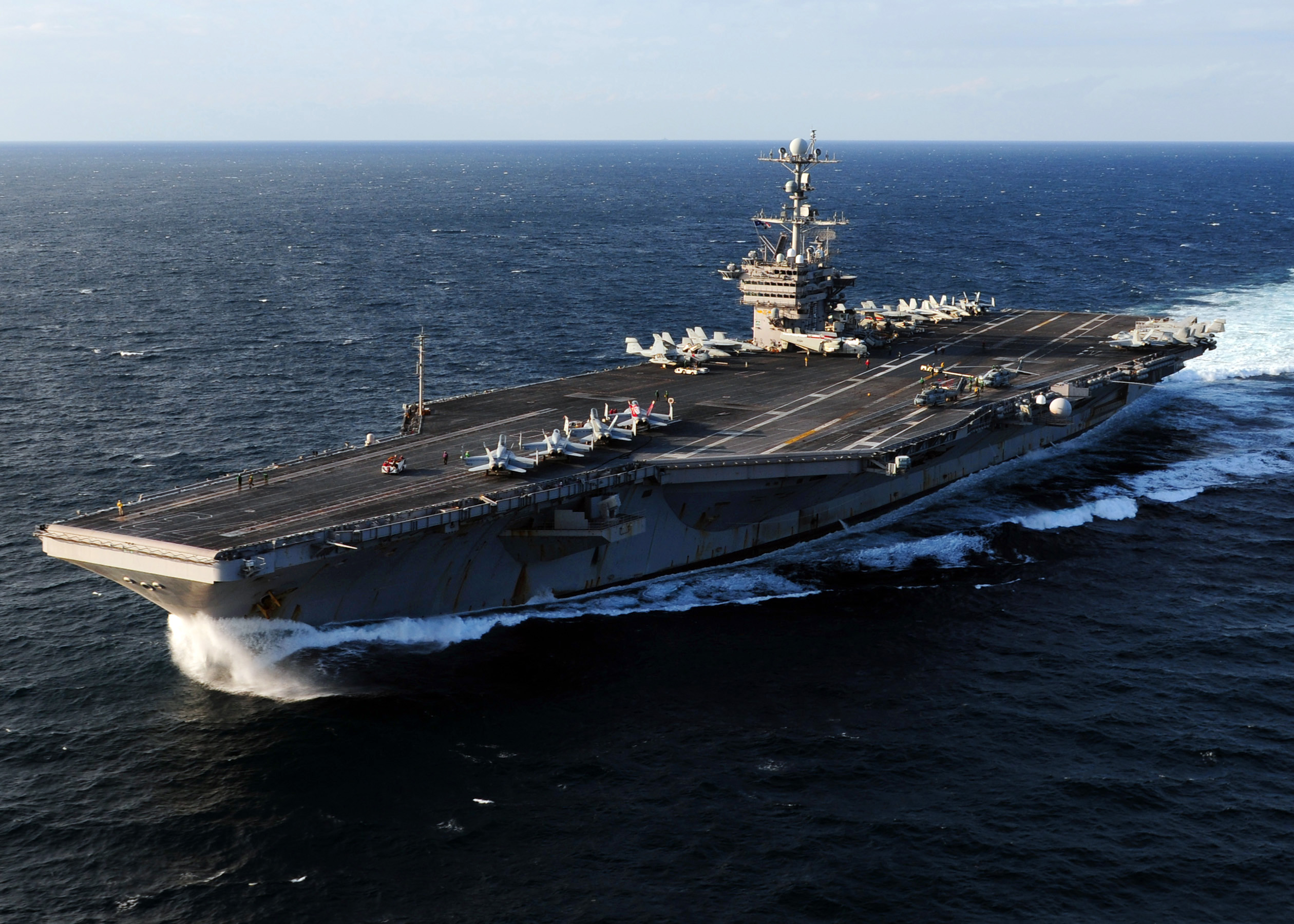
美國第七艦隊核心喬治·華盛頓號航空母艦

美国第七舰队（英語：United States Seventh Fleet）是美國海軍旗下的遠洋艦隊之一，隶属于美國印太司令部属下的太平洋舰队。第七艦隊司令部设在日本的橫須賀市横须贺港，驻地包括日本佐世保基地、冲绳和韩国釜山、浦项、镇海基地、新加坡及菲律賓等地，是目前美国最大的海外前線投送部队。第七艦隊的主要任務自然災害或軍事行動中提供聯合指揮，以及對該地區所有美國海軍部隊的作戰指揮。

## 历史
1941年二戰太平洋戰爭爆發，1943年3月美國將西南太平洋的艦隊改編為第七艦隊。第七艦隊在1944年秋的雷伊泰灣海戰中歸屬於麥克阿瑟將軍指揮的西南太平洋方面軍，當時的艦隊司令是托馬斯·金凱德中將。1947年1月，這支部隊又被改稱為西太平洋海軍部隊，1949年8月被稱為第七特遣艦隊，直到1950年2月才又正式恢復第七艦隊的舊稱至今，參加過1950年至1953年的朝鮮戰爭和1965年至1975年的越南戰爭，1991年參加波斯灣戰爭等。

### 台海活動
1950年6月底韓戰爆發後，美國總統杜魯門宣告臺灣海峽中立化，下令第七艦隊通過台海，嚇阻共軍。1950年8月4日，第七艦隊成立了第77.3特遣支隊（Task Group 77.3），作為「台灣巡防隊」（Formosa Patrol），8月24日改編為第72特遣隊，並更名為「福爾摩沙海峽艦隊」（Formosa Strait Force），托馬斯·豪威爾·賓福德海軍少將是這支部隊的第一任指揮官，以聖保羅號重巡洋艦作為旗艦。
1955年的大陳島撤退中，第七艦隊和國軍合力進行軍民的撤退行動，主要為大陳島的居民撤退護航，冷戰時期，隨著《中美共同防禦條約》在華盛頓正式簽字，中美軍事協調會議確認第七艦隊在台北設立「台灣聯絡中心」，並於1955年成立美軍協防台灣司令部（USTDC)，第一任駐台美軍司令由時任第七艦隊司令蒲賴德中將擔任，1955年底「福爾摩沙海峽艦隊」改名「台灣巡防水面艦隊」（Taiwan Patrol Surface Force），編號第72.1特遣支隊（TG 72.1）。1958年的八二三砲戰中曾為中華民國海軍補給船護航，1959年11月1日改名「台灣巡防艦隊」（Taiwan Patrol Force），利用左營海軍基地作為駐點，並透過高雄港運補物提供物資，直至1970年代後期斷交為止。
1996年，中華民國舉行首次總統民選，中国大陆方面對台灣本島基隆、高雄的外海發射短程彈道飛彈，台湾均陷入戰爭爆發的恐慌中，導致美國總統比爾·柯林頓下令第七艦隊尼米茲級核動力航空母艦及從波斯灣調來的獨立號航空母艦兩艘航艦打擊群開進台灣周邊海域，為越戰結束後美國海軍在東亞地區最大的一次兵力集結。往後，台灣每屆總統大選，美國為了防止中国大陆以武力干涉台灣選舉，會在每屆中華民國總統選舉到就職典禮那一段期間，常態性的巡弋台灣海峽；2012年中華民國總統選舉後，台灣海峽情勢較往年緩和，美軍第七艦隊並未在台灣沿海有大規模活動，仍以日韓兩地當作主基地，但一部分兵力改於菲律賓和澳洲北部的達爾文港駐紮。

## 編制

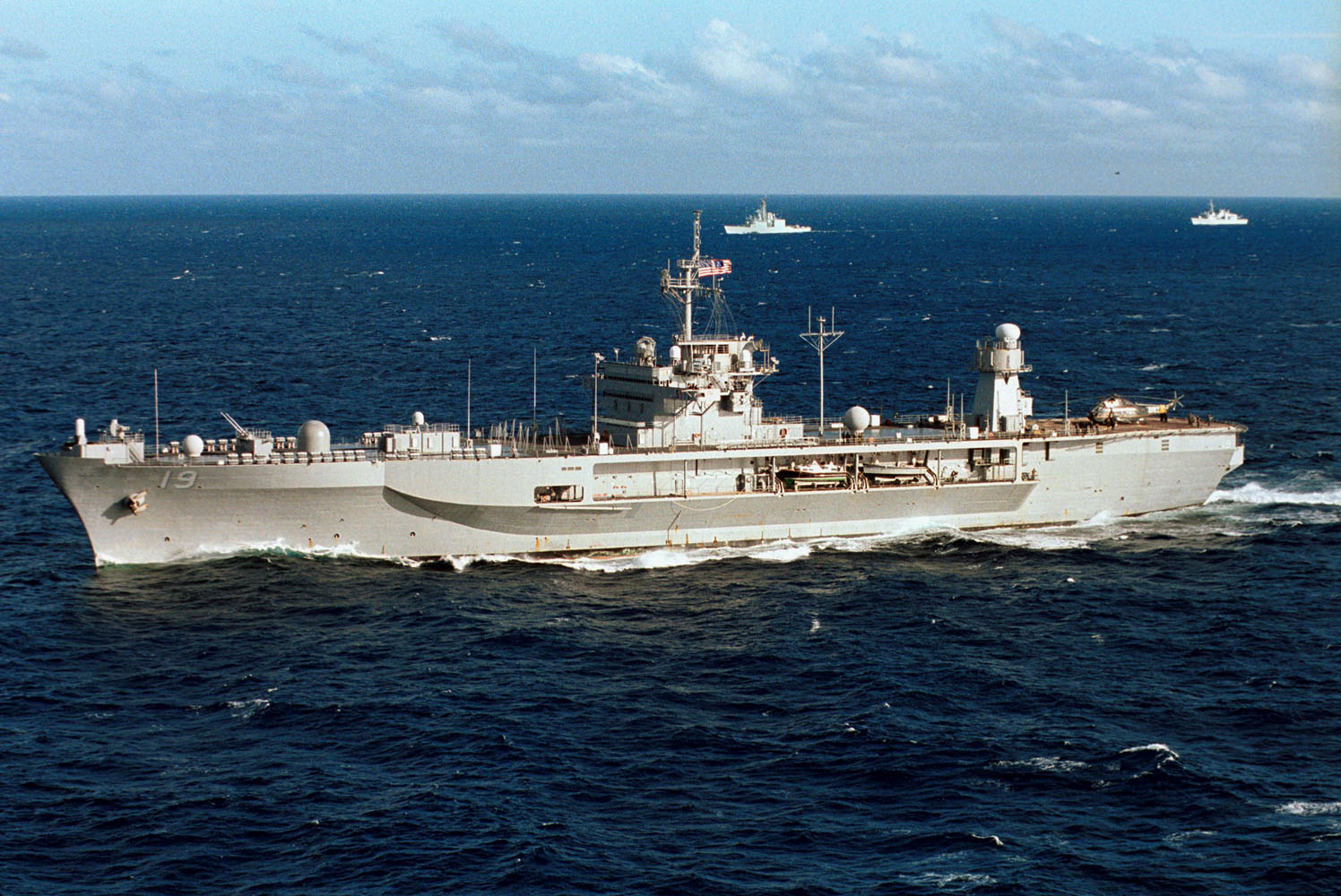
第七舰队旗舰蓝岭号两栖登陆指挥舰

第七舰队大约拥有50至60艘军舰、150架战机，兵力约27,000人。由CVN-73喬治·華盛頓號航空母舰组成的第五航母打擊群为主要作战部队，辅以陆基航空兵、两栖部队。必要时可以从第三艦隊或其他部队抽调舰艇补充。现辖旗舰1艘（蓝岭号）、核动力航空母艦1艘（喬治·華盛頓號），1艘导弹巡洋舰（羅伯特·史莫斯號）、9艘导弹驱逐舰、5艘攻击型潜艇、4艘登陆舰、18艘后勤保障船和若干汽垫船、辅助船只等。现任艦隊司令為佛瑞德·卡徹中將。
第七艦隊下轄以下的特遣指揮编制：
- 第七舰队战斗指揮部／第70特遣隊（Commander, Battle Force, 7th Fleet / CTF-70）：第七艦隊的主幹，其組成包含兩部分，分別是以喬治·華盛頓號為中心的第五航空母艦打擊群（英语：Carrier Strike Group 5）（CSG 5）與其所搭載的第五艦載機聯隊（CVW-5），以及由驅逐艦組成的第15驅逐艦戰隊（英语：Destroyer Squadron 15）（CDS-15）。驻地日本横须贺[7]。
- 第一海軍特戰單位指揮部／第71特遣隊（Commander, Navy Special Warfare Unit One / CTF-71）：CTF-71主要是由第一海軍特戰部隊（Commander, Navy Special Warfare, Unit One，NSWU-1）與第5海軍爆破物處理機動隊（英语：United States Navy EOD）（EODMU 5）所組成，駐地關島（英语：Naval Base Guam）。
- 第七舰队巡邏偵察指揮部／第72特遣隊（Commander, Patrol & Reconnaissance Force, 7th Fleet / CTF-72）：由數支陸基的反潛與偵察部隊所組成，駐地包括日本沖繩的嘉手納與青森縣三澤海軍基地，司令部設於神奈川县厚木海軍基地。
- 西太平洋後勤群指揮部／第73特遣隊（Commander, Logistics Group, Western Pacific, Singapore Area Coordinator / CTF-73）
- 第七艦隊潛艇指揮部／第74特遣隊（Commander, Submarine Force, 7th Fleet / CTF-74）：驻地日本横须贺。
- 海軍遠征部隊太平洋指揮部／第75特遣隊（Commander, Navy Expeditionary Forces Command Pacific, 7th Fleet / CTF-75）
- 第七艦隊兩棲作戰指揮部（英语：Task Force 76）／第76特遣隊（Commander, Amphibious Force, 7th Fleet / CTF-76）：驻地日本沖繩
- 美國海軍駐韓指揮部（英语：Commander Naval Forces Korea）／第78特遣隊（Commander, U.S. Naval Forces, Korea / CTF-78）：又常縮寫為CNFK，CTF-78是美國海軍在大韓民國的駐紮代表，其總部設於首爾市郊的龍山基地，並以慶尚南道的鎮海海軍基地作為主要駐地。
- 第七艦隊登陸部隊指揮部／第79特遣隊（Commander, Landing Force, 7th Fleet / CTF-79）：驻地日本冲绳。

第七艦隊另有數艘濱海戰鬥艦、數量不明的機動飛彈快艇等，駐紮於關島、中途島等美軍基地，用以平時巡衛用，如遇到盟國或友軍船隻、軍艦會協航甚至保護之。

## 辖区范围

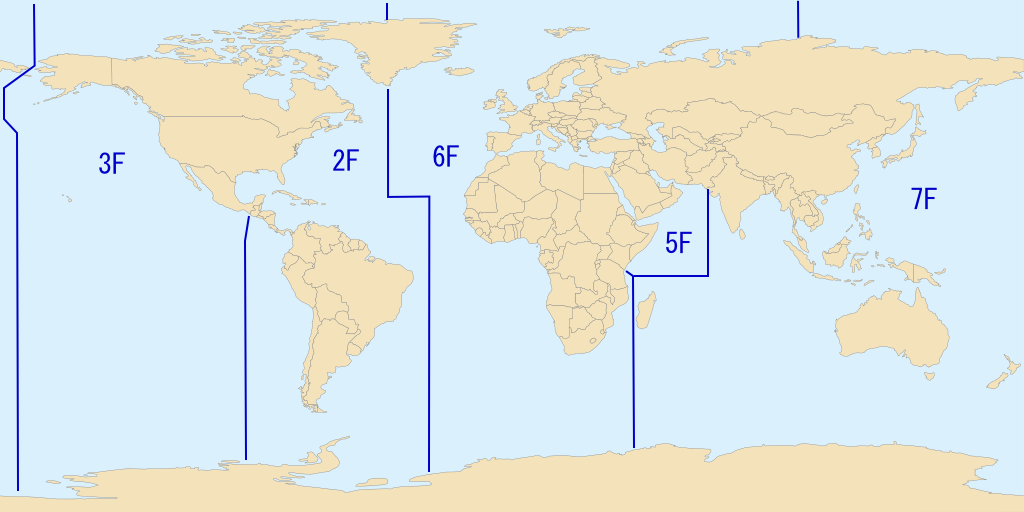
2007年美國海軍各艦隊管轄區域

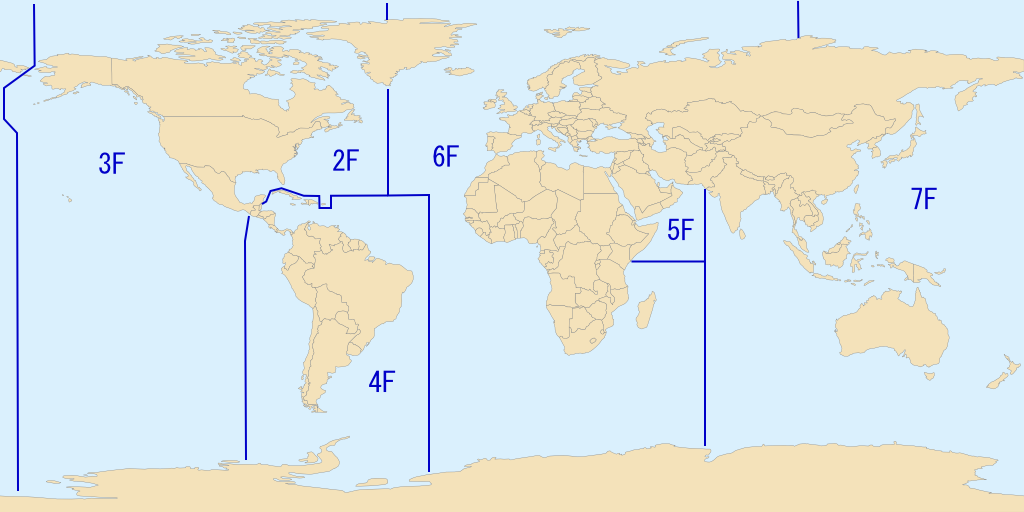
2009年美國海軍各艦隊管轄區域

第七舰队的作战区域东起国际日期变更线以西的太平洋和印度洋，西至非洲东岸红海（不包括波斯湾），南达印度洋及南极，北至白令海峡。整个作战区域1.3468億平方公里，比美国本土大14倍。这一区域内居住着全世界大约一半的人口，而这其中的80%又都居住在离海岸线800公里以内的陆地上。

## 其他
雖然是美國海軍麾下戰力最強大的艦隊之一，但第七艦隊卻是美國最後一個只有配備傳統動力航空母艦的艦隊。之所以如此配置，主要的原因是艦隊主要駐紮地日本，乃是世界上唯一曾遭受美國核子武器攻擊的國家，日本人民普遍反對核子動力的武器，為了防止引起日本民眾反對，美方暫時配置了傳統動力航空母艦小鷹號作為第七艦隊的核心。然而，由於小鷹號已在2008年時除役，因此接任小鷹號除役後空缺的喬治·華盛頓號航空母艦，也順勢成為第一艘駐紮於日本本土的核子動力航空母艦。喬治·華盛頓號於2008年至2015年駐紮於日本，之後返回美國歲修，由隆納·雷根號航空母艦接替。2024年，喬治·華盛頓號大修完畢，重新回到第七艦隊之中。

## 船艦名單

### 現役船艦
橫須賀海軍基地
- 藍嶺號兩棲登陸指揮艦（USS Blue Ridge LCC-19）：艦隊旗艦
- 喬治·華盛頓號航空母艦（USS George Washington CVN-73）
- 羅伯特·史莫斯號飛彈巡洋艦（USS Robert Smalls CG-62）
- 第15驅逐艦戰隊（英语：Destroyer Squadron 15）指揮部（COMDESRON 15）
  - 班福特號飛彈驅逐艦（USS Benfold DDG-65）
  - 米利厄斯號飛彈驅逐艦（USS Milius DDG-69）
  - 希金斯號飛彈驱逐舰（USS Higgins DDG-76）
  - 霍華德號飛彈驱逐舰（USS Howard DDG-83）
  - 肖普號飛彈驅逐艦（USS Shoup DDG-86）
  - 杜威號飛彈驱逐舰（USS Dewey DDG-105）
  - 約翰·芬恩號號飛彈驅逐艦（USS John Finn DDG-113）
  - 勞夫·強生號飛彈驅逐艦（USS Ralph Johnson DDG-114）
  - 拉斐爾·比拉達號飛彈驅逐艦(USS Rafael Peralta DDG-115)

佐世保海軍基地
- 第11兩棲戰隊指揮部（COMPHIBRON 11）
  - 美利堅號兩棲攻擊艦（USS America LHA-6）
  - 紐奧良號兩棲船塢運輸艦（USS New Orleans LPD-18）
  - 綠灣號兩棲船塢運輸艦（英语：USS Green Bay (LPD-20)）（USS Green Bay LPD-20）
  - 拉什摩爾號船塢登陸艦（英语：USS Rushmore (LSD-47)）（USS Rushmore LSD-47）
- 第7掃雷艦戰隊指揮部（COMCMRON 7）
  - 愛國者號反水雷艦（USS Patriot MCM 7）
  - 先鋒者號反水雷艦（USS Pioneer MCM 9）
  - 戰士號反水雷艦（USS Warrior MCM 10）
  - 首席者號反水雷艦（USS Chief MCM 14）

關島海軍基地
- 法蘭克·凱伯號潛水艇母艦（英语：USS Frank Cable (AS-40)）（USS Frank Cable AS-40）
- 第15潛艦戰隊指揮部（英语：Submarine Squadron 15）（COMSUBRON 15）
  - 洛杉磯級核潛艇
    - 阿什維爾號核潛艇（英语：USS Asheville (SSN-758)）（USS Asheville  SSN-758）
    - 傑佛遜城號核潛艇（英语：USS Jefferson City (SSN-759)）（USS Jefferson City  SSN-759）
    - 安納波利斯號核潛艇（英语：USS Annapolis (SSN-760)）（USS Annapolis  SSN-760）
    - 斯普林菲爾德號核潛艇（英语：USS Springfield (SSN-761)）（USS Springfield  SSN-761）

  - 維珍尼亞級核潛艇
    - 明尼蘇達號核潛艇（英语：USS Minnesota (SSN-783)）（USS Minnesota SSN-783）

### 已退役船艦
二戰時代

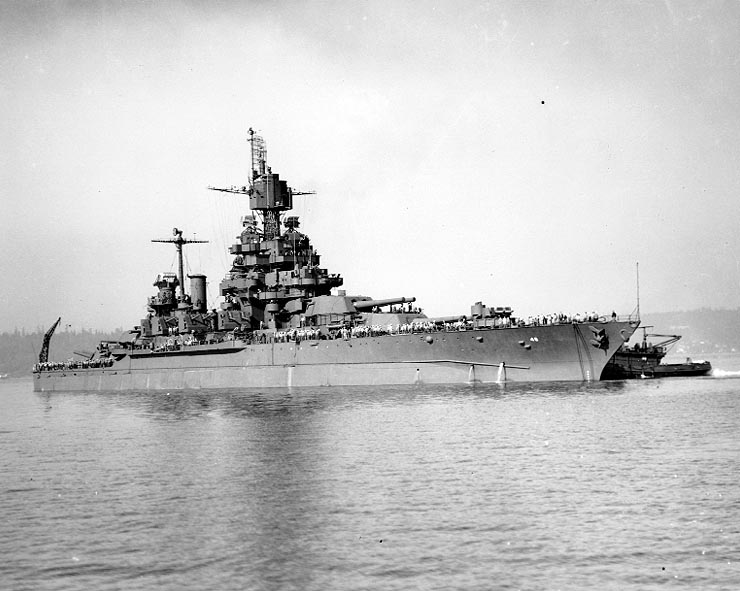
馬里蘭號戰艦

- 馬里蘭號戰艦（USS Maryland BB-46）
- 田納西號戰艦（USS Tennessee BB-43）
- 西維吉尼亞號戰艦（USS West Virginia BB-48）
- 加利福尼亞號戰艦（USS California BB-44）
- 賓夕法尼亞號戰艦（USS Pennsylvania BB-38）
- 密西西比號戰艦（USS Mississippi BB-41）
- 華盛頓號戰艦（USS Washington BB-56）

戰後

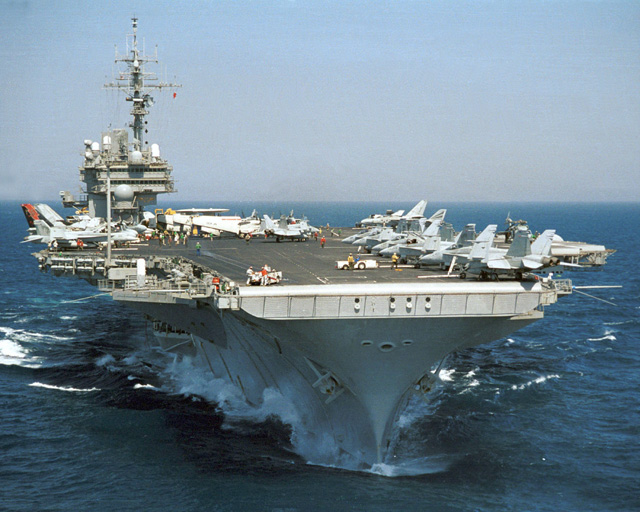
小鷹號航空母艦

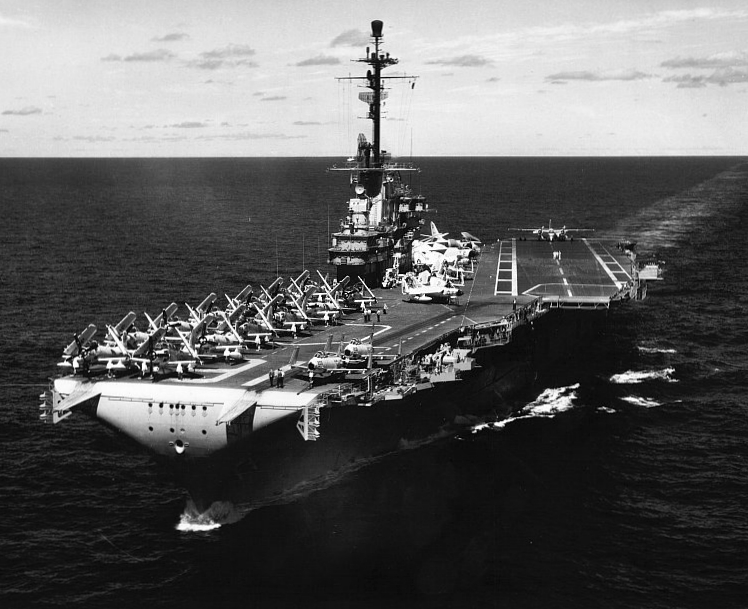
列星頓號航空母艦

- 列星頓號航空母艦（USS Lexington CV-16）
- 中途島號航空母艦（USS Midway CV-41）
- 小鷹號航空母艦（USS Kitty Hawk CV-63）
- 獨立號航空母艦（USS Independence CV/CVA-62）

## 航空部隊與配屬機種
喬治·華盛頓號上所搭載的第五艦載機聯隊（CVW-5）使用了下列機隊：
- F/A-18E超級大黃蜂戰鬥機：由VFA-27（英语：VFA-27）、VFA-195（英语：VFA-195）中隊操作[9]
- F/A-18F雙座超級大黃蜂戰鬥機：由VFA-102（英语：VFA-102）中隊操作[9]
- F-35C閃電II戰鬥機:由VFA-147（英语：VFA-147）中隊操作
- EA-18G咆哮者式電子作戰機：由VAQ-141（英语：VAQ-141）中隊操作[9]
- E-2D先進鷹眼空中預警機：由VAW-125（英语：VAW-125）中隊操作[9]
- CMV-22B魚鷹式運輸機：由VRM-30（英语：VRM-30）第5分隊操作[9]
- MH-60S夜鷹式（Nighthawk）直昇機：由HSC-12（英语：HSC-12）操作[9]
- MH-60R海鷹式（Seahawk）直昇機：由HSM-77（英语：HSM-77 Saberhawks）操作[9]

除此之外，第七艦隊內也有數個部隊，配備有海基或陸基的定翼與旋翼機武裝：
- 第七艦隊巡邏偵察部隊（Commander, Patrol and Reconnaissance Forces, 7th Fleet，CTF-72）
  - 沖繩空中巡邏隊（Okinawa Air Patrol Group，又稱為Task Group 72.2）：駐紮於嘉手納空軍基地，主要操作P-8A海神式海上巡邏機[10]。
  - 日本空中巡邏隊（Japan Air Patrol Group，又稱為Task Group 72.4）：駐紮於青森縣三澤海軍設施，主要操作P-8A[10]。
  - 第1艦隊空中偵察中隊（Fleet Air Reconnaissance Squadron ONE, VQ-1）嘉手納分隊：駐紮於嘉手納空軍基地，主要操作EP-3E白羊II式（Aries II）電子偵察機[11]。
- MH-60S夜鷹式直昇機：由HSC-25操作[12]

## 歷任指揮官
| 指揮官                               | 軍階 | 在任期間                               |
| ------------------------------------ | ---- | -------------------------------------- |
| 亞瑟·卡本特（Arthur S. Carpender）   | 中將 | 1943年3月15日－1943年11月26日          |
| 托馬斯·金凱德（Thomas C. Kinkaid）   | 中將 | 1943年11月26日－1945年11月20日         |
| 丹尼爾·巴貝（Daniel E. Barbey）      | 中將 | 1945年11月20日－1946年10月2日          |
| 小查理·庫克（Charles M. Cooke, Jr.） | 中將 | 1946年10月2日－1948年2月28日           |
| 白吉尔（Oscar C. Badger II）         | 中將 | 1948年2月28日－1949年8月28日           |
| 魯塞爾·史丹利·伯奇                   | 中將 | (1949.8.28－1950.4.5)                  |
| 瓦特·布內                            | 少將 | (1950.4.5－1950.5.20)                  |
| 亞瑟·杜威·史圖博                     | 中將 | (1950.5.20－1951.3.28)                 |
| 哈洛·馬丁                            | 中將 | (1951.3.28－1952.3.3)                  |
| 羅伯特·皮爾斯·布里斯奎               | 中將 | (1952.3.3－1952.5.20)                  |
| 約瑟夫·詹姆·克拉克                   | 中將 | (1952.5.20－1953.12.1)                 |
| 亞佛雷德·梅爾維勒·普萊德             | 中將 | (1953.12.1－1955.12.9)                 |
| 史圖亞特·英格索爾                    | 中將 | (1955.12.19－1957.1.28)                |
| 華勒斯·畢克雷                        | 中將 | (1957.1.28－1958.12.30)                |
| 福爾德里克·契維特                    | 中將 | (1958.9.30－1960.3.7)                  |
| 查理·葛力分                          | 中將 | (1960.3.7－1961.10.28)                 |
| 威廉·史維西                          | 中將 | (1961.10.28－1962.10.13)               |
| 湯姆·欣門·穆勒                       | 中將 | (1962.10.13－1964.6.15)                |
| 羅伊·李·詹森                         | 中將 | (15 June 1964 – 1 March 1965)          |
| 保羅·布雷克本                        | 中將 | (1 March 1965 – 9 October 1965)        |
| 約瑟夫·威廉,二世                     | 少將 | (9 October 1965 – 13 December 1965)    |
| 約翰·希蘭德                          | 中將 | (13 December 1965 – 6 November 1967)   |
| 威廉·布林格爾                        | 中將 | (6 November 1967 – 10 March 1970)      |
| 毛里斯·維斯納爾                      | 中將 | (10 March 1970 – 18 June 1971)         |
| 威廉·馬克                            | 中將 | (18 June 1971 – 23 May 1972)           |
| 詹姆士·赫爾威,三世                   | 中將 | (23 May 1972 – 28 July 1973)           |
| 喬治·史提爾                          | 中將 | (28 July 1973 – 14 June 1975)          |
| 湯姆·畢博·海沃德                     | 中將 | (14 June 1975 – 24 July 1976)          |
| 羅伯特·鮑爾溫                        | 中將 | (24 July 1976 – 31 May 1978)           |
| 史維斯特·羅伯特·富力,二世            | 中將 | (31 May 1978 – 14 February 1980)       |
| 卡利斯雷·阿爾伯特·赫曼·托洛斯特      | 中將 | (14 February 1980 – 15 September 1981) |
| 史塔瑟·赫爾空博                      | 中將 | (15 September 1981 – 9 May 1983)       |
| 詹姆士·霍格                          | 中將 | (9 May 1983 – 4 March 1985)            |
| 保羅·馬卡西,二世                     | 中將 | (4 March 1985 – 9 December 1986)       |
| 保羅·大偉·米勒                       | 中將 | (9 December 1986 – 21 October 1988)    |
| 亨利·毛斯,二世                       | 中將 | (21 October 1988 – 1 December 1990)    |
| 史丹利·亞瑟                          | 中將 | (1 December 1990 – 3 July 1992)        |
| 提姆西·瑞特                          | 中將 | (3 July 1992 – 28 July 1994)           |
| 亞奇·雷·克萊門森                     | 中將 | (28 July 1994 – 13 September 1996)     |
| 羅伯特·約瑟夫·納特                   | 中將 | (13 September 1996 – 12 August 1998)   |
| 瓦特·道南                            | 中將 | (12 August 1998 – 12 July 2000)        |
| 詹姆士·梅茲格                        | 中將 | (12 July 2000 – 18 July 2002)          |
| 羅伯特·威勒德                        | 中將 | (2002.7.18－2004.8.6)                  |
| 詹納森·格林納                        | 中將 | (2004.8.6－2006.12.12)                 |
| 威廉·道格拉斯·克羅德                 | 中將 | (2006.9.12－2008.7.12)                 |
| 約翰·博德                            | 中將 | (2008.7.12－2010.12.10)                |
| 史考特·泛·布斯其克                   | 中將 | (2010.12.10－2011.9.7)                 |
| 斯科特·斯威夫特                      | 中將 | (2011.9.7 - 2013.7.31)                 |

## 事件
- 2013年起第七艦隊有近60名海軍將領及數百水兵收受贿赂，交付內部採購文件，讓馬來西亞籍商人能用高價販售補給品騙取美軍款項數千萬美金，案件成為美國海軍歷來最大宗貪腐案。2017年第一名涉案人被判18个月徒刑，另有20名海軍軍官被起訴。[14][15]
- 2017年6月17日凌晨，菲茨傑拉德號驅逐艦在日本靜岡縣外海與菲律賓貨輪「ACX Crystal」發生碰撞，費茲傑羅號右舷嚴重損壞，7名官兵殉職，艦長約瑟夫·奧克林遭到解職，同年7月21日，约翰·S·麦凯恩号驱逐舰 (DDG-56)在馬六甲海峽東部海域撞上賴比瑞亞籍貨輪「Alnic MC」，艦上10名官兵殉職、5人受傷。